# Marguerite Bay
Die Marguerite Bay (französisch Baie Marguerite, spanisch Bahía Margarita) ist eine rund 200 km lange Bucht an der Südwestküste der Antarktischen Halbinsel. Sie wird im Norden von der Adelaide-Insel und im Süden von der Alexander-I.-Insel eingegrenzt; östlich liegt das antarktische Festland (die Fallières-Küste und nördlich anschließend – im Bereich der Arrowsmith-Halbinsel – die Loubet-Küste des Grahamlands). Der südöstliche Abschnitt der Bucht wurde bis Ende der 1990er Jahre durch das mittlerweile abgeschmolzene Wordie-Schelfeis eingenommen. Die Rothera-Station auf der Adelaide-Insel liegt an der Marguerite Bay.
Die Bucht wurde im Rahmen der Fünften Französischen Antarktisexpedition (1908–1910) unter der Leitung des Polarforschers Jean-Baptiste Charcot entdeckt und nach dessen zweiter Ehefrau Marguerite Cléry (1874–1960) benannt.